# Синтвейв
Синтвейв (англ. Synthwave), также известный под названиями Ретровейв (англ. Retrowave), Futuresynth или Outrun (в честь эстетики одноимённой игры и альбома) — стиль электронной музыки, появившийся в середине 2000-х годов. Жанр основан на использовании синтезаторов, подражании музыке 1980-х (в частности, итало-диско) с добавлением новых технологий и попыткой воспроизвести атмосферу фильмов и видеоигр той эпохи. Синтвейв достиг расцвета и популярности в 2010-е годы, на волне ностальгии, повышенного интереса к киберпанку и 1980-м.

## Стиль
С музыкальной точки зрения синтвейв вдохновлён нью-вейвом и итало-диско, а также саундтреками многих фильмов, видеоигр и телевизионных шоу 1980-х годов. В качестве источника вдохновения упоминают таких композиторов, как Джон Карпентер и Вангелис, группу Tangerine Dream. Исполнители используют в звучании характерные элементы электронной музыки 1980-х, электронные барабаны, «gated reverb», мелодии и бас-партии, сыгранные на аналоговых синтезаторах. Некоторые исполнители, как например Dance With the Dead, Dynatron, Megahammer, активно используют электрогитары и играют на них соло-партии, придавая многим своим композициям элементы тяжёлого рока и метала.
Всё делается для достижения сходства с электронной музыкой тех лет. Несмотря на это, синтвейв-продюсеры используют современные техники создания электронной музыки и обычно выводят бас-барабан и бас-партию на передний план, что свойственно современной электронной музыке (например, электро-хаусу). Синтвейв — преимущественно инструментальный жанр, но использование вокала не такая уж редкость — зачастую на типичный синтвейв-альбом приходится 2-3 песни с вокалом, а остальные композиции инструментальные. Есть и исполнители, играющие только инструментальный синтвейв (Dynatron, Angel Dust Dealers), и те, у кого преобладают песни (The Midnight).
С эстетической точки зрения синтвейв погружает слушателя в ретрофутуристический мир, воссоздавая дух научной фантастики, боевиков, фильмов ужасов и футуристических гоночных игр 1980-х. Особенно близок он с киберпанком. Синтвейв выражает ностальгию по культуре 1980-х, пытается уловить атмосферу тех лет и погрузить в неё. Видеоклипы и обложки альбомов в этом жанре часто делают в стилистике пиксель-арта, аниме или старых фантастических фильмов. Символика состоит из: полосатого солнца, полигональной перспективы гор/плоскости, автомобилей 1980-х, двумерных пальм, и двумерного мегаполиса в аналогичной триаде розового цвета. Группы, имитирующие саундтреки фильмов ужасов 1980-х, иногда ещё называют «хоррор-синт» или «карпентеркор» (по имени режиссёра и композитора Джона Карпентера, писавшего саундтреки для своих фильмов).
Популярности синтвейва в 2010-е поспособствовало его использование в саундтреках кино и игр, в особенности в триллере «Драйв» Николаса Виндинга Рефна и игре Hotline Miami. В 2019 году вышел документальный фильм «Эпоха синтвейва», содержащий интервью со множеством известных представителей жанра.

## Заметные исполнители
- Anoraak[англ.][7]
- Carpenter Brut[13]
- Com Truise[14]
- Dance with the Dead[англ.][15]
- Electric Youth[7]
- Fixions[16]
- Glitch Black[16]
- GosT[17]
- Gunship[18]
- Kavinsky[7]
- Kristine[7]
- M83[19]
- Miami Nights 1984[7]
- Midnight Danger[20]
- Mitch Murder[англ.][21][22]
- Perturbator[23]
- Power Glove[англ.][24][25]
- Scandroid[англ.][26]
- Роберт Паркер[англ.][7]